# Antic Fossar de Rupit
L'Antic Fossar és un antic cementiri de Rupit i Pruit (Osona) que conforma una obra inclosa a l'Inventari del Patrimoni Arquitectònic de Catalunya.

## Descripció
Cementiri situat a la part de llevant de l'església parroquial de San Miquel de Rupit. Està envoltat per un mur de pedra. El portal d'accés està orientat cap a tramuntana, i té forma rectangular i duu la llinda datada. El mur que envolta el recinte pren una forma triangular damunt el portal formant una mena de capcer cobert per lloses de pedra i amb una creu al damunt. L'interior roman abandonat i només hi resten una creu molt esculpida amb formes florals que duu la inscripció següent: "Franco Gallifa Recto 24 Set 1911 Rip". Construït en pedra.

## Història
Antic cementiri de la parròquia de Rupit. Segons la dada constructiva del portal es degué erigir al segle xviii. La primitiva parròquia de Rupit fou Sant Andreu de Fàbregues, vinculada al castell del mateix nom, però la situació privilegiada del nucli de Rupit i els castell feu que a darreries del segle xiii i principis del XIV s'erigís una parròquia filial a la vila de Rupit, advocada a Sant Miquel, la qual no s'independitzà de San Andreu fins al 1878. L'església de Rupit fou reformada al segle xvii i al segle xix s'hi bastí el campanar.